# Venezuela International 2012
Die Venezuela International 2012 im Badminton fanden vom 30. August bis zum 2. September 2012 in Maracay statt. Es war die erste Auflage der neu ins Leben gerufenen Turnierserie in Venezuela.

## Sieger und Platzierte
| Disziplin    | Gold                               | Silber                            | Bronze                                           |
| ------------ | ---------------------------------- | --------------------------------- | ------------------------------------------------ |
| Herreneinzel | Osleni Guerrero                    | Ilian Perez                       | Rubén Castellanos                                |
| Herreneinzel | Osleni Guerrero                    | Ilian Perez                       | Joe Wu                                           |
| Dameneinzel  | Solángel Guzmán                    | Camila Macaya                     | Ana Lucia de Leon                                |
| Dameneinzel  | Solángel Guzmán                    | Camila Macaya                     | Chou Ting Ting                                   |
| Herrendoppel | Osleni Guerrero Ronald Toledo      | Rubén Castellanos Rodriguez Adams | Wilmer Josue Ramirez Cañizales Leonard Uzcategui |
| Herrendoppel | Osleni Guerrero Ronald Toledo      | Rubén Castellanos Rodriguez Adams | Federico Díaz Pablo Macagno                      |
| Damendoppel  | Virginia Chariandy Solángel Guzmán | Chou Ting Ting Camila Macaya      | Daiana Garmendia Celina Juarez                   |
| Damendoppel  | Virginia Chariandy Solángel Guzmán | Chou Ting Ting Camila Macaya      | Daniela Araujo Gabriela Araujo                   |
| Mixed        | Rahul Rampersad Solángel Guzmán    | Oscar Martínez María Vijande      | Rubén Castellanos Ana Lucia de Leon              |
| Mixed        | Rahul Rampersad Solángel Guzmán    | Oscar Martínez María Vijande      | Daniela Araujo Gabriela Araujo                   |